# مناخ الضبة (العدين)

تعديل مصدري - تعديل

مناخ الضبة محلة تابعة لقرية الخصيفا، التابعة لعزلة قصل بمديرية العدين إحدى مديريات محافظة إب في الجمهورية اليمنية.، بلغ تعداد سكانها 31 حسب تعداد اليمن لعام 2004.